# خزه کریسمس
خزه کریسمس (Vesicularia montagnei) یک گونه خزه است که در آکواریوم های گیاهی به عنوان به‌عنوان گونه محبوب و برای تزئین کف آکواریوم استفاده می شود.   
این گیاه بومی استرالیا، چین، ژاپن، هند، اندونزی، فیلیپین، سریلانکا، تایلند، سودان و ویتنام است.  در زیستگاه طبیعی خود در شرایط مرطوب روی صخره ها و تنه درختان رشد می کند. 

## مراجع
1. ↑  "Vesicularia montagnei". AquaScaping World. 2009. Archived from the original on October 3, 2013. Retrieved September 29, 2013.
2. ↑  Lüth, M. "Aquarium Bryophytes (Chapter 4)" (PDF). Michigan Technological University. Archived from the original (PDF) on February 11, 2014. Retrieved September 29, 2013.
3. ↑  Redfearn, Paul L. Jr. (1990). "Tropical component of the Moss Flora of China" (PDF). Tropical Bryology. 2: 201–222. Retrieved September 29, 2013.
4. 1 2  "Tropicos | Name - Vesicularia montagnei (Bél.) Broth".